# Филлипс, Билл
Уильям Натаниэл (Билл) Филлипс (1964) — американский предприниматель и писатель. Автор многочисленных публикаций по спортивному питанию и здоровому образу жизни.

## Ранние годы
Билл Филлипс родился в сентябре 1964 года в Голдене (штат Колорадо), где жил со своим отцом Биллом, матерью Сюзанной, сестрой Шелли и братом Шоном. Его отец, Уильям Филлипс-старший, работал в пивоваренной компании, посещая при этом вечерние классы по юриспруденции. Впоследствии работал корпоративным аналитиком и имел собственную юридическую практику. Позднее Филлипс-отец, как и другие члены семьи, работал в компании, открытой Биллом
Начал заниматься культуризмом в 1982 году, затем переехал в Южную Калифорнию, чтобы тренироваться в тренажёрном зале Gold's Gym в районе Лос-Анджелеса Венис-Бич, известном как мекка бодибилдинга. Занимался там с 1983 по 1986 год, употребляя при этом стероиды (нандролона деканоат, андриол) и другие препараты, в результате чего его вес вырос с 90 до 110 кг. Не достигнув успеха в культуризме, 21-летний Филлипс переехал в Колорадо, где поступил в университет этого штата в Денвере, изучая, в частности, физиологию спорта и спортивное питание с упором на химию стероидов. Тогда же начал писать.

## Бизнес

### Mile High
В 1985 учредил издательство «Mile High Publishing», которое начало издавать информационный бюллетень для бодибилдеров, посвящённый использованию анаболических стероидов. Издательство размещалось в гараже его матери и изначально называлось «Новости применения анаболиков» (англ. Anabolic Reference Update). Начальный капитал в размере 180 долларов поступил от покоса газонов. В 1991 году, Филлипс начал сотрудничать с врачами и учёными с целью разработки продуктов питания, которые могли бы помочь спортсменам в увеличении мышечной массы и сжигании жира.

### MM2K
В 1992 году перебрался из гаража матери и сменил название издания на Muscle Media 2000 (более известное как «MM2K»). Издание продолжало откровенно обсуждать негласные аспекты культуризма, такие как использование и даже контрабанда стероидов. Первый номер Muscle Media 2000 вышел в марте 1992 года с портретом Ли Лабрады на обложке.

### MET-Rx
На страницах MM2K Филлипс активно пропагандировал препарат Met-Rx (вид спортивного питания), что принесло последнему рекордную популярность. Вскоре выяснилось, что Филлипс и разработчик Met-Rx, А. Скот Коннели, были фактически бизнес-партнёрами и пропаганда препарата была просто частью стратегии продвижения последнего. В число бизнес-партнёров Коннели также входили культуристы Ли Лабрада и Джефф Эверсон (бывший муж известной актрисы-культуристки Корины Эверсон). В этот период Филлипс также начал сотрудничать с бизнесменом Джеймсом Брэдшо (James Bradshaw), убеждённым сторонником распространения стероидов без рецепта врача. Такая позиция в конце концов привела Брэдшо на скамью подсудимых, в результате чего он провёл четыре года за решёткой. По словам бывшего главного редактора Muscle Media 2000 ТиСи Луома (TC Luoma), именно Брэдшо убедил Филлипса рекламировать в якобы независимых обзорах для Natural Supplement Review. Он также подал Филлипсу мысль о бесплатном распространении Review среди подписчиков Muscle Media 2000, что дало возможность составить базу данных адресов возможных покупателей Met-Rx и получить новый канал рекламы препарата. В результате продажи Met-Rx стремительно выросли, что позволило Филлипсу и Брэдшо, а также владельцам бренда Met-Rx Эверсону и Коннелли обогатиться.
Однако партнёрство оказалось недолгим. Изначально Филлипс и Коннелли условились, что дистрибуция препарата будет ограниченной, чтобы поддержать высокие цены в период повышенного спроса, вызванного рекламной кампанией в Muscle Media 2000. Однако Коннелли решил начать продажи через обычные торговые сети, что, по мнению Филлипса, уничтожило ауру уникальности препарата и повредило его репутации волшебного средства среди культуристов. В результате партнёрство распалось, при этом Филлипсу было запрещено упоминать Met-Rx в его журналах. К этому времени, однако, Филлипс уже начал развивать проект EAS, оказавшийся даже более прибыльным, чем Met-Rx.

### EAS
В 1996 году Филлипс приобрёл компанию Experimental and Applied Sciences (EAS) у её владельцев Энтони Альмада (Anthony Almada) и Эда Бирда (Ed Byrd). Через свои издания он сделал массированную редакторскую рекламу продуктам компании, в результате чего такие продукты как Myoplex (спортивное питание) и креатиновые добавки Phosphagen and HMB вывели компанию в лидеры индустрии спортивного питания, где она и продержалась в течение пяти лет. К 1995 году Филлипс был мультимиллионером и был хорошо известен в кругах знаменитостей и спортсменов. Такие видные атлеты как
Хозе Санческо обращались к Филлипсу за советами по вопросам применения стероидов. В круг клиентов Филлипса входили такие знаменитости как Jerry Seinfeld, John Elway, Sylvester Stallone и Demi Moore.
В 1999 году Филлипс продал свою мажоритарную долю в компании за 160 млн долларов, оставшись при этом в составе совета директоров. Филлипс сохранял около трети акций компании вплоть до 2004 года, после продал и эту долю. В настоящее время он не имеет никакого отношения к EAS.

### Muscle Media
Начиная с 1997 года, Филлипс стремится расширить рамки своей империи за пределы индустрии культуризма. Так, его издание MM2K сменило фокус с собственно культуристов на более широкие круги желающих поддержать своё здоровье. В июле 1997 года журнал получил новое название Muscle Media. Максимальный тираж Muscle Media 2000 составил 500 тыс. экземпляров, однако изменение направления оттолкнуло аудиторию культуристов и, по некоторым данным, тираж впоследствии сильно сократился. В 2004 году издание было закрыто, после того Филлипс окончательно продал свою долю в EAS.

### High Point Media
После продажи доли в EAS Филлипс занялся написанием книг и их продвижением через свою издательскую компанию High Point Media, а также через Value Creation — издательское отделение EAS.
Первая книга — Body for Life — вышла в свет в 1999 году, и к 2003 году её продажи достигли 3,5 млн экземпляров на 24 языках. В 2004 году журнал USA Today включил книгу в список 15 лучших бестселлеров десятилетия.
В ноябре 2003 года вышла книга Eating for Life: Your Guide to Great Health, Fat Loss and Increased Energy. В книге Филлипс предлагает свои рекомендации по улучшению здоровья и качества жизни путём выбора наилучшего режима питания.
В июне 2010 года вышла книга Филлипса Transformation: The Mindset You Need. The Body You Want. The Life You Deserve' On July 10, 2010, the book made the New York Times Best Seller list..

## Семья
4 августа 2012 года, Филлипс сделал предложение своей знакомой по имени Мария Перейра. 17 ноября того же года в отеле Grand Wailea на курорте Вайли, Мауи, Гавайи состоялась свадьба.